# Кэмпбелл-Пегг, Ханна
Ханна Кэмпбелл-Пегг (англ. Hannah Campbell-Pegg, 24 июня 1982, Сидней, Новый Южный Уэльс) — австралийская саночница, выступающая за сборную Австралии с 2004 года. Участница двух зимних Олимпийских игр, многократная призёрша национального первенства.

## Биография
Ханна Кэмпбелл-Пегг родилась 24 июня 1982 года в городе Сидней, штат Новый Южный Уэльс. Спортивную карьеру начала в составе женской сборной Австралии по бобслею, выступала довольно неплохо и в 2002 году на этапе Кубка Америки в Калгари даже выиграла бронзовую медаль. Однако вскоре поняла, что не сможет добиться на этом поприще значимых результатов, поэтому в 2004 году решила перейти в команду по санному спорту. На дебютном для себя Кубке мира заняла в общем зачёте сорок седьмое место, ещё через год была тридцать шестой. В связи с отсутствием какой-либо конкуренции со стороны соотечественниц в 2006 году удостоилась права защищать честь страны на зимних Олимпийских играх в Турине, где впоследствии финишировала двадцать третьей.
На чемпионате мира 2007 года в австрийском Иглсе показала тридцать третий результат, а после завершения всех кубковых этапов расположилась в мировом рейтинге сильнейших саночниц на сорок пятой строке. Следующий год получился гораздо более удачным, Кэмпбелл-Пегг была двадцать седьмой как на мировом первенстве в немецком Оберхофе, так и в общем зачёте Кубка мира. В 2009 году на чемпионате мира в американском Лейк-Плэсиде закрыла двадцатку лучших, тогда как в кубковом рейтинге разместилась на двадцать восьмой позиции. Ездила соревноваться на Олимпийские игры 2010 года в Ванкувер, планировала побороться за место в десятке, но в итоге пришла к финишу, как и в прошлый раз, лишь двадцать третьей. Кубковый цикл окончила на тридцать первой строке общего зачёта, также успела поучаствовать в заездах европейского первенства в латвийской Сигулде, где была семнадцатой.
Дальнейшая карьера Ханны Кэмпбелл-Пегг складывалась уже не так удачно, и со временем она перестала попадать на крупнейшие международные турниры. Так, на Кубке мира 2010/11 среди женщин-одиночниц смогла подняться только до тридцать четвёртой позиции, через год — только до сорок второй. Ныне живёт и тренируется в родном Сиднее, в свободное от санного спорта время любит играть в водное поло и заниматься серфингом, кроме того, увлекается фотографией.